# Главатських
Глава́тських (рос. Главатских) — присілок в Глазовському районі Удмуртії, Росія.

## Населення
Населення — 11 осіб (2010; 7 в 2002).
Національний склад станом на 2002 рік:
- удмурти — 100 %

## Урбаноніми[3]
- вулиці — Польова